# Liste biblischer Personen/D
Diese Liste biblischer Personen führt Eigennamen von Personen auf, die in der Bibel vorkommen. Sie ist nach dem Alphabet auf mehrere Seiten aufgeteilt. Angegeben sind jene Bibelstellen, in denen die Person zuerst genannt wird. Namen von Orten, Bergen, Flüssen, Seen, Meeren, Inseln, Heiligtümern, Ländern, Völkern finden sich in der Liste geographischer und ethnographischer Bezeichnungen in der Bibel. 

## D
| Name (dt.) | Name (Urtext)                         | Bedeutung des Namens                                       | Bibelstelle       | Person                                                                              |
| ---------- | ------------------------------------- | ---------------------------------------------------------- | ----------------- | ----------------------------------------------------------------------------------- |
| Dagon      | דָּגוֹן dāgōn                            | ungeklärt                                                  | Ri 16,23 u. ö.    | philistischer Gott                                                                  |
| Dalfon     | דַּלְפוֹן dalp̄ōn                          | vllt. „schlaflos“                                          | Est 9,7           | Sohn Hamans                                                                         |
| Damaris    | Δάμαρις Dámaris                       | vllt. „Kalb“                                               | Apg 17,34         | Christin in Athen                                                                   |
| Dan        | דָּן dān                                | „richten“ oder „mächtig“                                   | Gen 30,6 u. ö.    | Sohn Jakobs                                                                         |
| Daniel     | דָּנִאֵל dāniʾēl und דָּנִיֵּאל dānijjēʾlדָּנִיֵּאל | „Gott richtet“, „Gott ist Richter“ oder „Gott ist mächtig“ | Dan 1,6 u. ö.     | Daniel, Weiser im Exil                                                              |
| Daniel     | דָּנִאֵל dāniʾēl und דָּנִיֵּאל dānijjēʾlדָּנִיֵּאל | „Gott richtet“, „Gott ist Richter“ oder „Gott ist mächtig“ | Ez 14,14 u. ö.    | Weiser der Vorzeit                                                                  |
| Daniel     | דָּנִאֵל dāniʾēl und דָּנִיֵּאל dānijjēʾlדָּנִיֵּאל | „Gott richtet“, „Gott ist Richter“ oder „Gott ist mächtig“ | 1 Chr 3,1         | Sohn Davids                                                                         |
| Daniel     | דָּנִאֵל dāniʾēl und דָּנִיֵּאל dānijjēʾlדָּנִיֵּאל | „Gott richtet“, „Gott ist Richter“ oder „Gott ist mächtig“ | Neh 10,7          | Priester                                                                            |
| Darda      | דַּרְדַּע dardaʿ                           | „Flockenblume“                                             | 1 Kön 5,11 u. ö.  | Zeitgenosse Solomos                                                                 |
| Darius     | דָּרְיָוֶשׁ dārjāwæš                        | „der das Gute besitzt“, „der das Gute erhält“              | Esr 4,5 u. ö.     | Dareios II.                                                                         |
| Darius     | דָּרְיָוֶשׁ dārjāwæš                        | „der das Gute besitzt“, „der das Gute erhält“              | Hag 1,1 u. ö.     | Dareios I.                                                                          |
| Darius     | דָּרְיָוֶשׁ dārjāwæš                        | „der das Gute besitzt“, „der das Gute erhält“              | Dan 9,1 u. ö.     | unhistorischer König Darius der Meder                                               |
| Datan      | דָּתָן dātān                             | unklar, verm. ugaritisch                                   | Num 16,1 u. ö.    | Aufrührer, Sohn Eliabs, Bruder Abirams                                              |
| David      | דָּוִד dāwid und דָּוִיד dāwîd              | „Vaterbruder“, „Onkel väterlicherseits“ oder „Liebling“    | 1 Sam 16,13 u. ö. | König Israels                                                                       |
| Debir      | דְּבִיר dəḇîr                            | „hinten [gelegen]“, „abgelegener Ort“                      | Jos 10,3          | König von Eglon                                                                     |
| Debora     | דְּבוֹרָה dəḇōrâ und דְּבֹרָה dəḇōrâ          | „Biene“                                                    | Gen 35,8          | Amme Rebekkas                                                                       |
| Debora     | דְּבוֹרָה dəḇōrâ und דְּבֹרָה dəḇōrâ          | „Biene“                                                    | Ri 4,4 u. ö.      | Debora, Richterin und Prophetin                                                     |
| Deker      | דֶּקֶר dæqær                             | vllt. „durchbohrt“                                         | 1 Kön 4,9         | Vater eines Beamten Salomos                                                         |
| Dedan      | דְּדָן dədān                             | vllt. „niedrig gelegen“                                    | Gen 10,7 u. ö.    | Sohn Ragmas                                                                         |
| Dedan      | דְּדָן dədān                             | vllt. „niedrig gelegen“                                    | Gen 25,3 u. ö.    | Sohn Jokschans, Enkel Abrahams und Keturas                                          |
| Delaja     | דְּלָיָה dəlājâ                           | „emporgezogen hat JHWH“, „gerettet hat JHWH“               | 1 Chr 3,24        | Sohn Eljoenais                                                                      |
| Delaja     | דְּלָיָה dəlājâ                           | „emporgezogen hat JHWH“, „gerettet hat JHWH“               | Esr 2,60 u. ö.    | Oberhaupt einer Heimkehrerfamilie                                                   |
| Delaja     | דְּלָיָה dəlājâ                           | „emporgezogen hat JHWH“, „gerettet hat JHWH“               | Neh 6,10          | Nachkomme Nehemias                                                                  |
| Delaja     | דְּלָיָהוּ dəlājāhū                        | „emporgezogen hat JHWH“, „gerettet hat JHWH“               | 1 Chr 24,18       | Priester                                                                            |
| Delaja     | דְּלָיָהוּ dəlājāhū                        | „emporgezogen hat JHWH“, „gerettet hat JHWH“               | Jer 36,12.25      | Sohn Semajas, Beamter Jojakims                                                      |
| Delila     | דְּלִילָה dəlîlâ                          | „herabwallende Locke“ oder „die Kleine“                    | Ri 16,4 u. ö.     | zweite Frau Simsons, verriet ihn an die Philister                                   |
| Demas      | Δημᾶς Dēmâs                           | vllt. „Anhänger der Demeter“                               | Kol 4,14 u. ö.    | Mitarbeiter von Paulus                                                              |
| Demetrius  | Δημήτριος Dēmētrios                   | „Anhänger der Demeter“                                     | Apg 19,24 u. ö.   | Demetrius, Silberschmied aus Ephesus                                                |
| Demetrius  | Δημήτριος Dēmētrios                   | „Anhänger der Demeter“                                     | 3 Joh 12          | vom Autor des Briefes gelobter Missionar                                            |
| Deguel     | דְּעוּאֵל dəʿūʾēl                         | „erkennt Gott!“                                            | Num 1,14 u. ö.    | Nachkomme Gads                                                                      |
| Diblajim   | דִּבְלַיִם diḇlajim                        | unbekannt, vllt. „Feigenkuchen“                            | Hos 1,3           | Vater Gomers, der Frau Hoseas                                                       |
| Dibri      | דִּבְרִי diḇrî                            | „folgen“, „führen“                                         | Lev 24,11         | Daniter, Vater Schelomits                                                           |
| Didymus    | Δίδυμος Dídymos                       | „Zwilling“                                                 | Joh 11,16 u. ö.   | Griechischer Name des Thomas                                                        |
| Dikla      | דִּקְלָה diqlâ                            | „Dattelpalme“                                              | Gen 10,27 u. ö.   | Sohn Joktans                                                                        |
| Dina       | דִּינָה dînâ                             | „Gericht“                                                  | Gen 34,1 u. ö.    | Tochter Jakobs                                                                      |
| Dionysius  | Διονύσιος Dionysios                   | „Anhänger des Dionysos“, „zu Dionysos gehörig“             | Apg 17,34         | Christ in Athen                                                                     |
| Diotrephes | Διοτρέφης diotréphēs                  | „von Zeus genährt“                                         | 3 Joh 9           | vom Autor des Briefes kritisierter Erster der Gemeinde                              |
| Dischan    | דִּישָׁן dîšān                            | „Mendes-Antilope“                                          | Gen 36,21 u. ö.   | Häuptling                                                                           |
| Dischon    | דִּישׁוֹן dîšōn                           | „Mendes-Antilope“                                          | Gen 36,21 u. ö.   | Häuptling                                                                           |
| Dodai      | דּוֹדַי dōdaj und דּוֹדַי dōdaj             | „Geliebter“, „Freund“, „Onkel väterlicherseits“            | 1 Chr 27,4 u. ö.  | Ahoachiter                                                                          |
| Dodo       | דּוֹדוֹ dōdō und דֹּדוֹ dōdō                | „Geliebter“, „Freund“, „Onkel väterlicherseits“            | Ri 10,1           | Großvater von Tola                                                                  |
| Dodo       | דּוֹדוֹ dōdō und דֹּדוֹ dōdō                | „Geliebter“, „Freund“, „Onkel väterlicherseits“            | 2 Sam 23,9 u. ö.  | Vater von dem Ahoachiter Eleasar                                                    |
| Dodo       | דּוֹדוֹ dōdō und דֹּדוֹ dōdō                | „Geliebter“, „Freund“, „Onkel väterlicherseits“            | 2 Sam 23,24 u. ö. | Vater von Elhanan aus Betlehem                                                      |
| Doëg       | דֹּאֵג dōʾēg und דּוֹאֵג dōʾēg              | „der sich Sorgende“                                        | 1 Sam 21,8        | Edomiter                                                                            |
| Dorkas     | Δορκάς Dorkás                         | „Gazelle“                                                  | Apg 9,35.39       | Griechischer Name von Tabita                                                        |
| Dositheus  | Δωσίθεος Dōsítheos                    | „Gott gebend“                                              | Est 10,3          | Überbringer des Esterbuches (nur in den deuterokanonischen Zusätzen zum Buch Ester) |
| Drusilla   | Δρούσιλλα Drúsilla                    | vllt. „stark“                                              | Apg 24,24.27      | Frau des Statthalters Felix                                                         |
| Duma       | דּוּמָה dūmâ                             | vllt. „schweigen“                                          | Gen 25,14 u. ö.   | Sohn Ismaels, Enkel Abrahams                                                        |